# بوينغ لأنظمة الطائرات المروحية

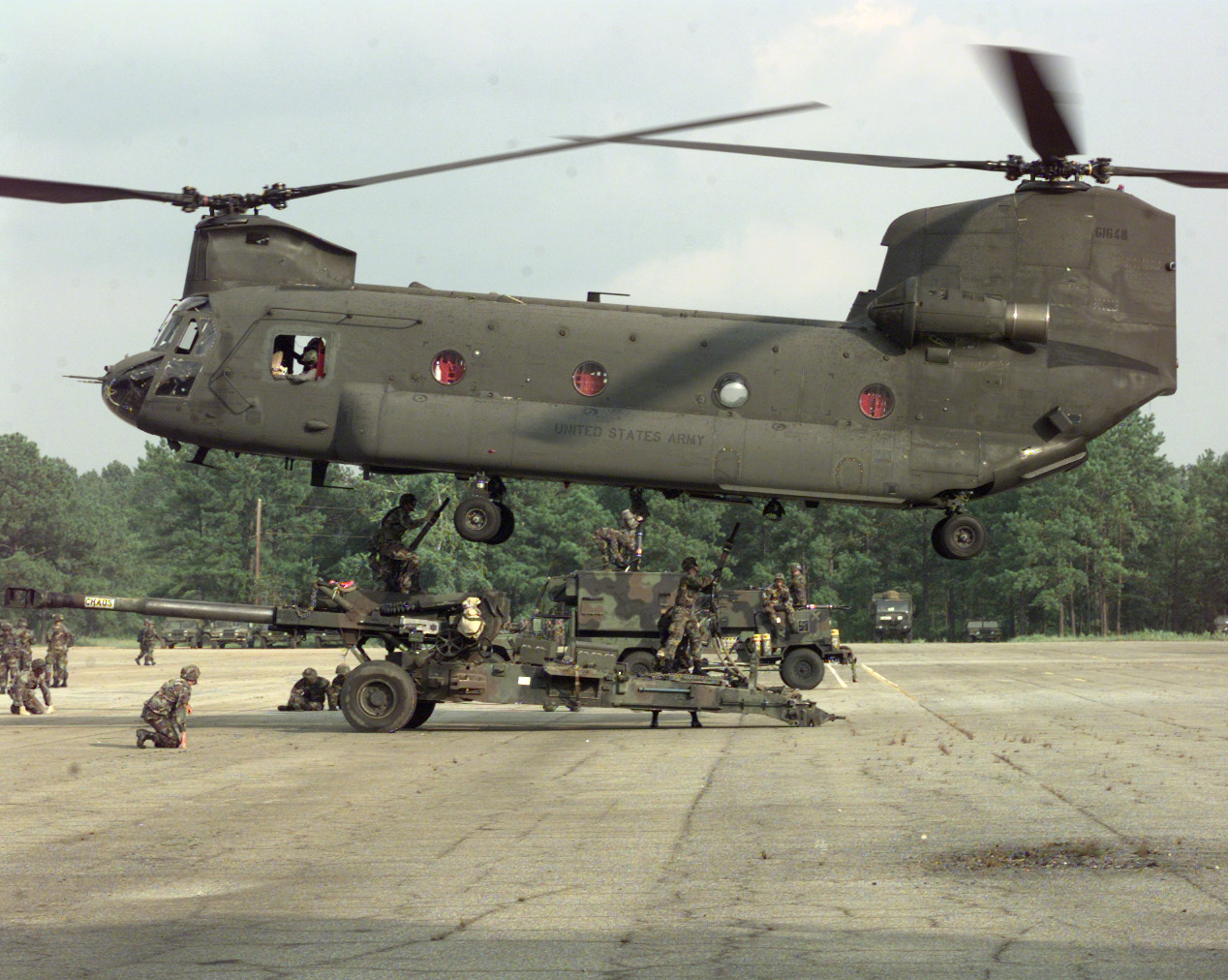

بوينغ لأنظمة الطائرات المروحية (بالإنجليزية: Boeing Rotorcraft Systems)‏ (والتي عرفت سابقا باسم مروحيات بوينغ (Boeing Helicopters) وقبل ذلك باسم بوينغ فيرتول (Vertol)) هو الاسم السابق لشركة تصنيع الطائرات الأميركية، وتعرف الآن باسم الشعبة المتنقلة من شركة بوينغ للطائرات العسكرية، والتي هي فرع من شركة بوينغ للدفاع والفضاء والأمن. ويقع مقرها الرئيسي ومصنع الطائرات العمودية في ريدلي بارك، ولاية بنسلفانيا، وهي ضاحية من ضواحي فيلادلفيا. حيث تنتج طائرات الهليكوبتر الهجومية من طراز أباتشي في ميسا، أريزونا، والتي كانت سابقا جزءا من شركة أنظمة الطائرات المروحية، وهي الآن تندرج تحت شعبة الضربة العالمية من بوينغ للطائرات العسكرية.